# Tamarix pakistanica
Tamarix pakistanica är en tamariskväxtart som beskrevs av M. Qaiser. Tamarix pakistanica ingår i släktet tamarisker, och familjen tamariskväxter. Inga underarter finns listade.